# Óscar Pujol
Óscar Pujol Muñoz (Tarrasa, Barcelona, 16 de octubre de 1983) es un exciclista profesional español. A los once años de edad se trasladó a vivir a Valladolid, Castilla y León, donde se formó como ciclista.
Es uno de los productos de la cantera de ciclistas de la Fundación Provincial Deportiva Víctor Sastre, sita en El Barraco (provincia de Ávila). Hasta marzo de 2022 fue presentador en el canal de ciclismo de YouTube de habla hispana, GCN en español. También es cofundador de la empresa de biomecánica Pujol Bike Fit.

## Biografía
Debutó como profesional el año 2008 con el equipo Burgos Monumental. En 2009 fichó por el recién creado equipo Cervélo Test Team, de la mano de Carlos Sastre. 
Tras dos años en la formación, fichó en 2011 por otro equipo de categoría UCI ProTeam, el Omega Pharma Lotto, donde no obtuvo resultados destacables.

### Corriendo en modestos equipos
En 2012, al no tener ninguna oferta de un equipo europeo, Pujol fichó por el conjunto Continental iraní del Azad University Cross Team, donde corre hasta noviembre de 2012.
En diciembre de 2012, corrió el Tour de Ijen, con el equipo amateur indonesio del Polygon Sweet Nice Cycling Team, donde fue 2.º.
Para enero del 2013 confirmó su presencia en la Vuelta al Táchira con el equipo amateur español del MMR Bikes donde coincidió con un excompañero de equipo del Azad University Cross Team como Vidal Celis Poco después se comunicó que tenía una oferta para seguir en Asia esta vez en el equipo Continental taiwanés del RTS Racing Team donde marchará el mencionado Celis. aunque acabó abandonando la prueba debido a una gastroenteritis que afecto a todo el equipo, de hecho solo acabaron 2 componentes de su equipo en las últimas posiciones.
Poco después logró otro contrato para disputar el Tour de Langkawi 2013 esta vez con el equipo profesional del RTS Racing Team junto a Vidal Celis en el que al poco tiempo rompió su contrato debido al escaso calendario que el equipo le ofrecía.
En 2014 corrió para el nuevo conjunto Sky Dive Dubai.
En la temporada 2015 fichó por el conjunto japonés Team Ukyo.
Al final de la temporada 2018 anunció su retirada del ciclismo tras once temporadas como profesional y con 35 años de edad. Su última carrera fue la Japan Cup 2018, donde consiguió meterse en la fuga de la carrera. Tras su retirada se dedicó a ser el presentador del canal de ciclismo GCN en Español.

## Palmarés
2012
- Tour de Singkarak, más 1 etapa

2014
- 1 etapa del Tour de Singkarak

2016
- Tour de Japón, más 1 etapa
- Tour de Kumano, más 1 etapa

2017
- Tour de Japón, más 1 etapa

## Resultados en Grandes Vueltas
Durante su carrera deportiva consiguió los siguientes puestos en las Grandes Vueltas:
| Carrera | Carrera         | 2008 | 2009 | 2010 | 2011 | 2012 | 2013 | 2014 | 2015 | 2016 | 2017 | 2018 |
| ------- | --------------- | ---- | ---- | ---- | ---- | ---- | ---- | ---- | ---- | ---- | ---- | ---- |
|         | Giro de Italia  | —    | —    | —    | —    | —    | —    | —    | —    | —    | —    | —    |
|         | Tour de Francia | —    | —    | —    | —    | —    | —    | —    | —    | —    | —    | —    |
|         | Vuelta a España | —    | —    | 66.º | —    | —    | —    | —    | —    | —    | —    | —    |

—: no participa
Ab.: abandono

## Equipos
- Burgos Monumental (2008)
- Cervélo Test Team (2009-2010)
- Omega Pharma Lotto (2011)
- Azad University Cross Team (2012)[15]
- RTS Racing Team (2013)[16]
- Polygon Sweet Nice (2013)[17]
- Sky Dive Dubai (2014)
- Team Ukyo (2015-2018)